# Pungkur
Pungkur is een bestuurslaag in het regentschap Kota Bandung van de provincie West-Java, Indonesië. Pungkur telt 8027 inwoners (volkstelling 2010).